# Lysák
Lysák (821,1 m) je vrch v jižní části podcelku Vihorlat ve Vihorlatských vrších. Nachází se v CHKO Vihorlat, nad obcí Remetské Hámre.
Vrcholové části, které jsou tvořeny skalní plošinou, zabírá přírodní rezervace Lysák, vyhlášená v roce 1993 na výměře 4,28 ha, která chrání vzácná teplomilná lesní společenství v podobě bukových doubrav sestávajících z dubu mnohoplodého a dubu žlutavého. V okolí vrchu probíhala v minulosti masivní těžba dřeva, kterou připomínají rozsáhlé paseky.
Ze skalnatého vrcholu je dobrý výhled směrem na Zemplínskou Šíravu.

## Turismus
Přes vrch Lysák vede hlavní hřebenová  červená turistická značka, která vede z obce Remetské Hámre přes sedla Rozdiel a Tri tably, vrch Sninský kameň, vrch Nežabec a Strihovské sedlo do obce Podhoroď.

## Přístup
- Po  značce z obce Remetské Hámre, trvání ↑1:35h, ↓1:10h
- Po  značce z obce Zemplínske Hámre přes sedlo Tri tably (sedlo Vihorlatské vrchy), a dále po  značce přes sedlo Rozdiel, trvání ↑4:00h, ↓3:20h

## Přírodní rezervace
Přírodní rezervace Lysák byla vyhlášena či novelizována v roce 1993 na rozloze 4,2800 ha. Ochranné pásmo nebylo stanoveno.

## Galerie

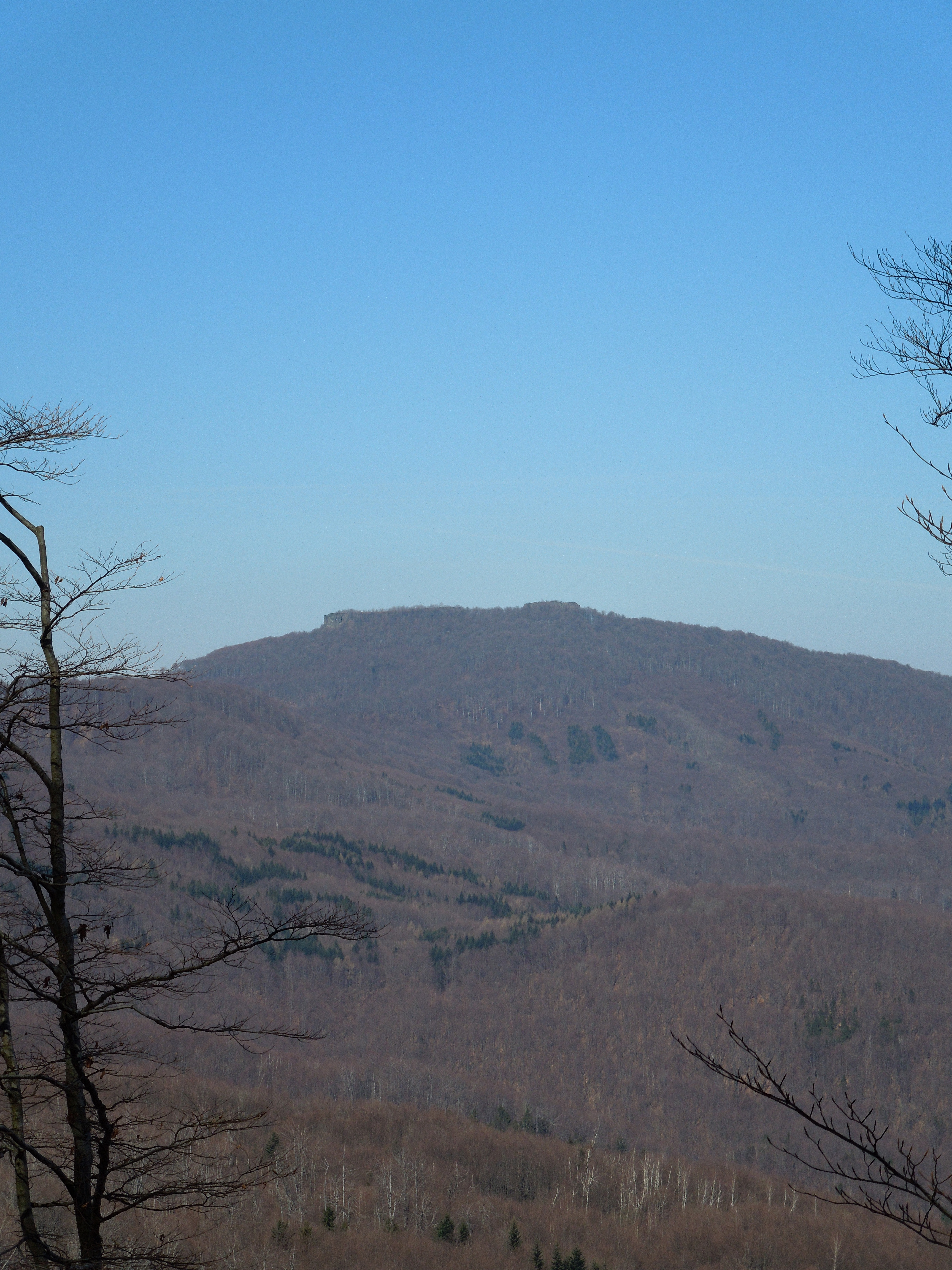
Pohled na Sninský kameň od Lysáku
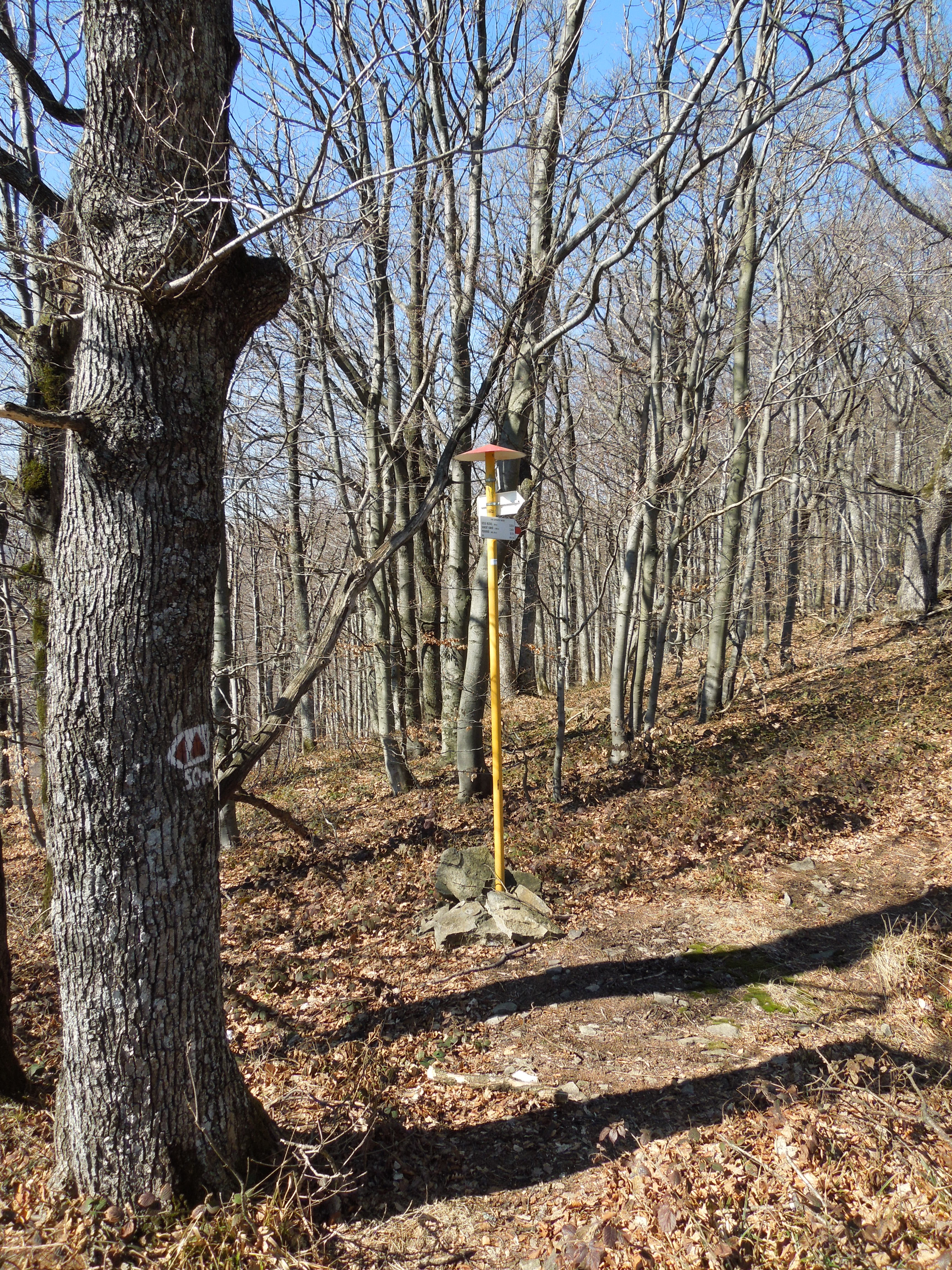
Vrchol Lysáku s turistckým rozcestníkem
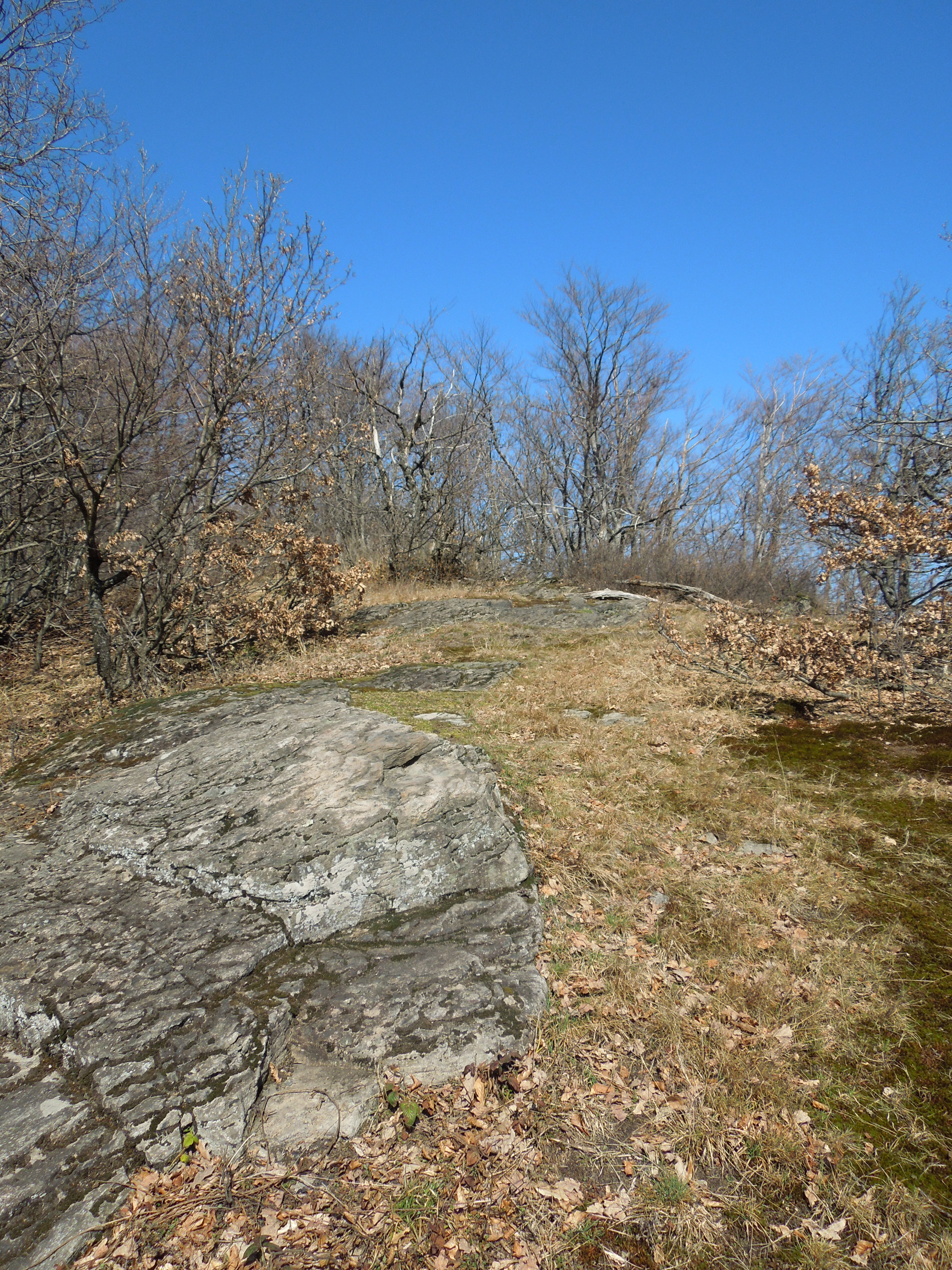
Vrchol Lysáku
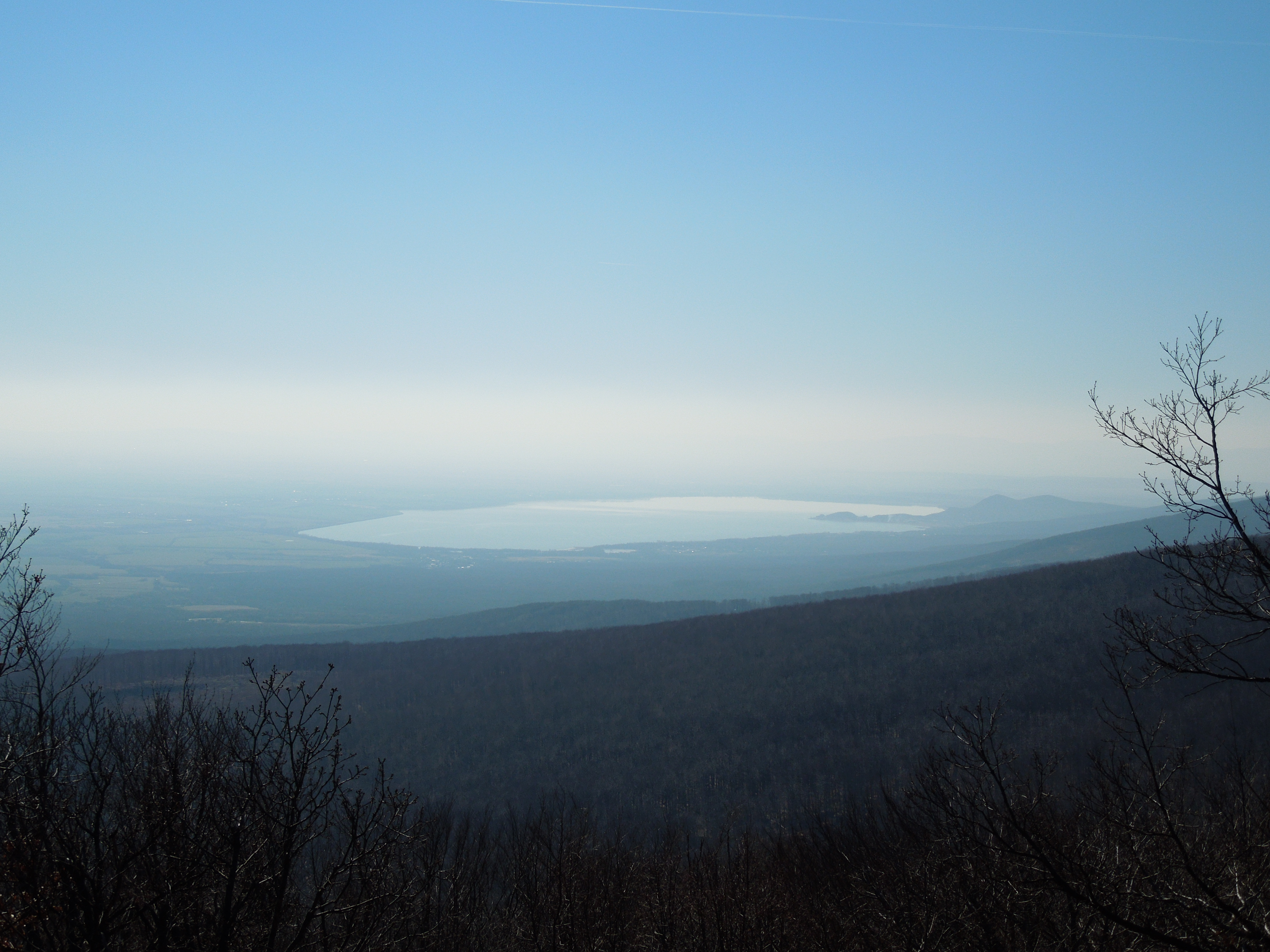
Pohled na Zemplínskou šíravu z vrcholu Lysáku
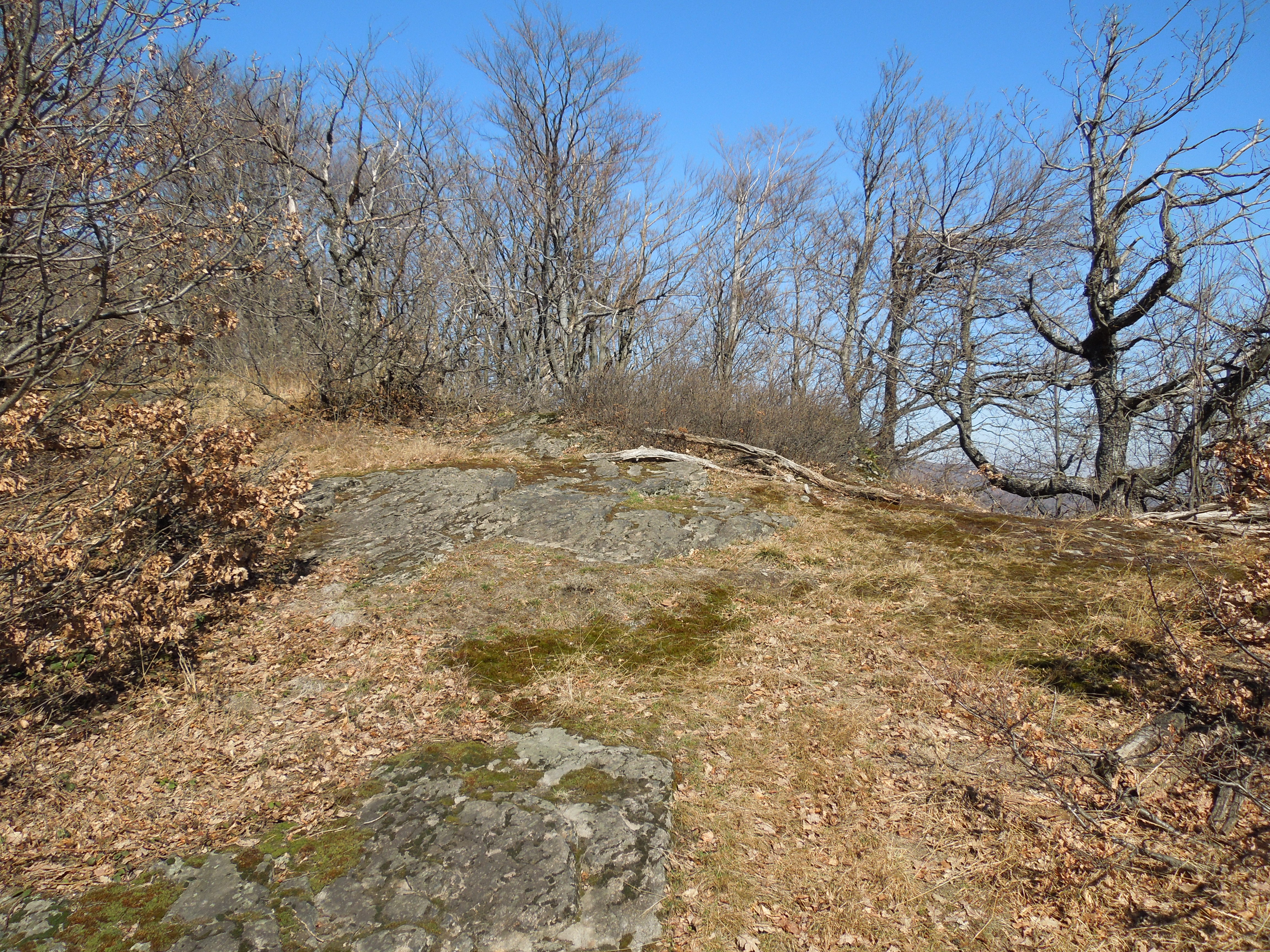
Vrchol Lysáku
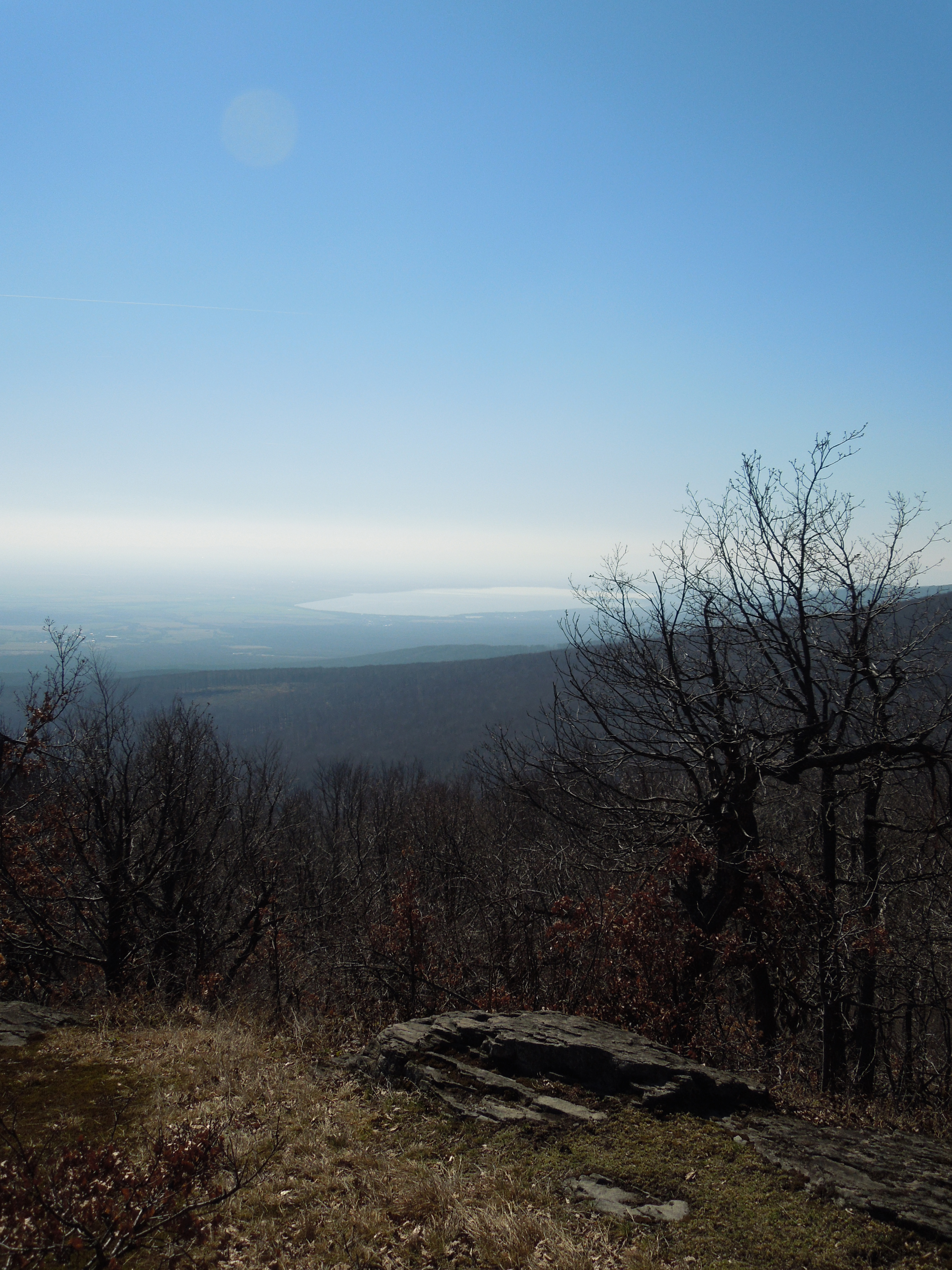
Výhled z vrcholu Lysáku
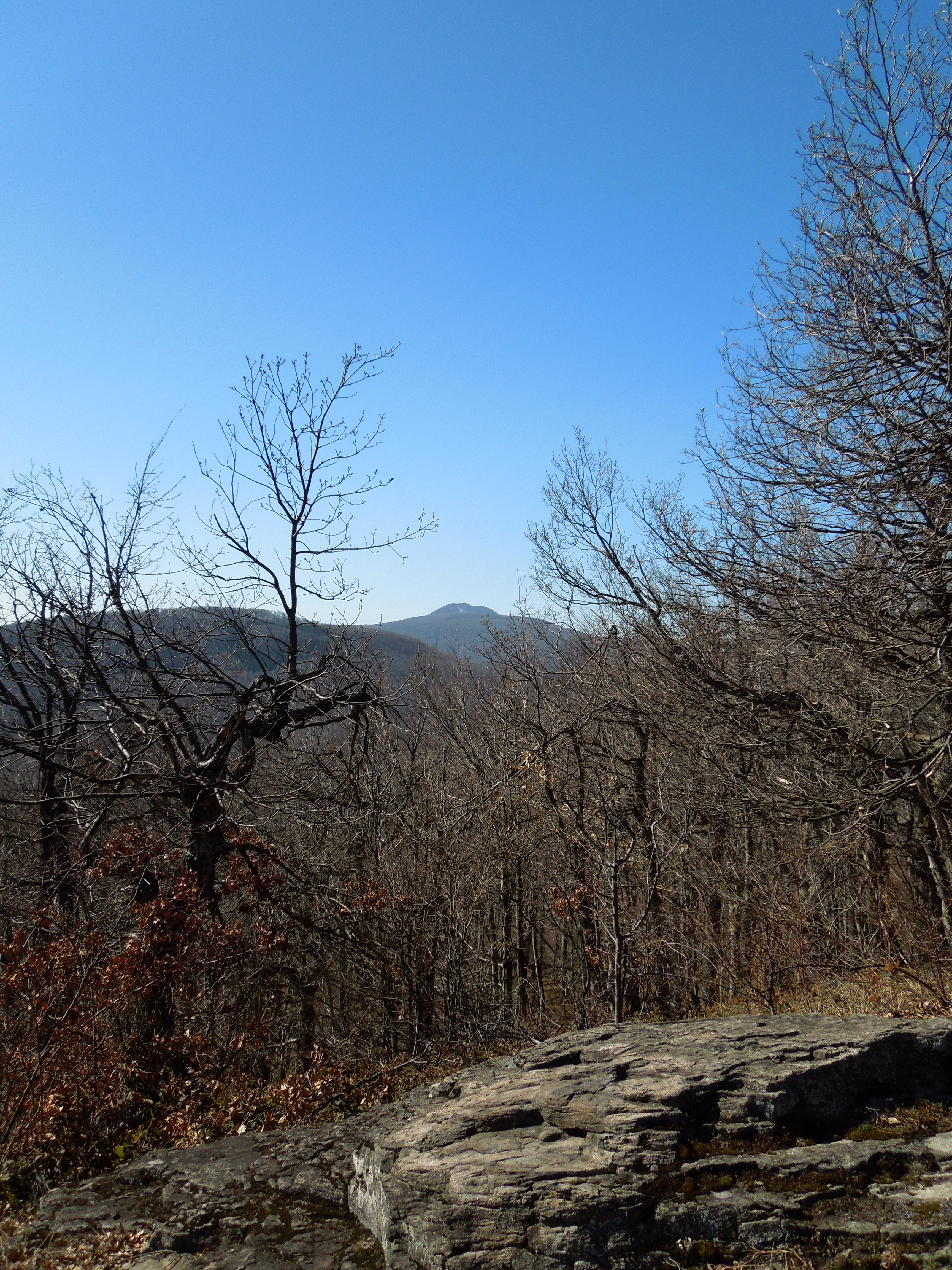
Pohled na vrch Vihorlat z vrcholu Lysáku
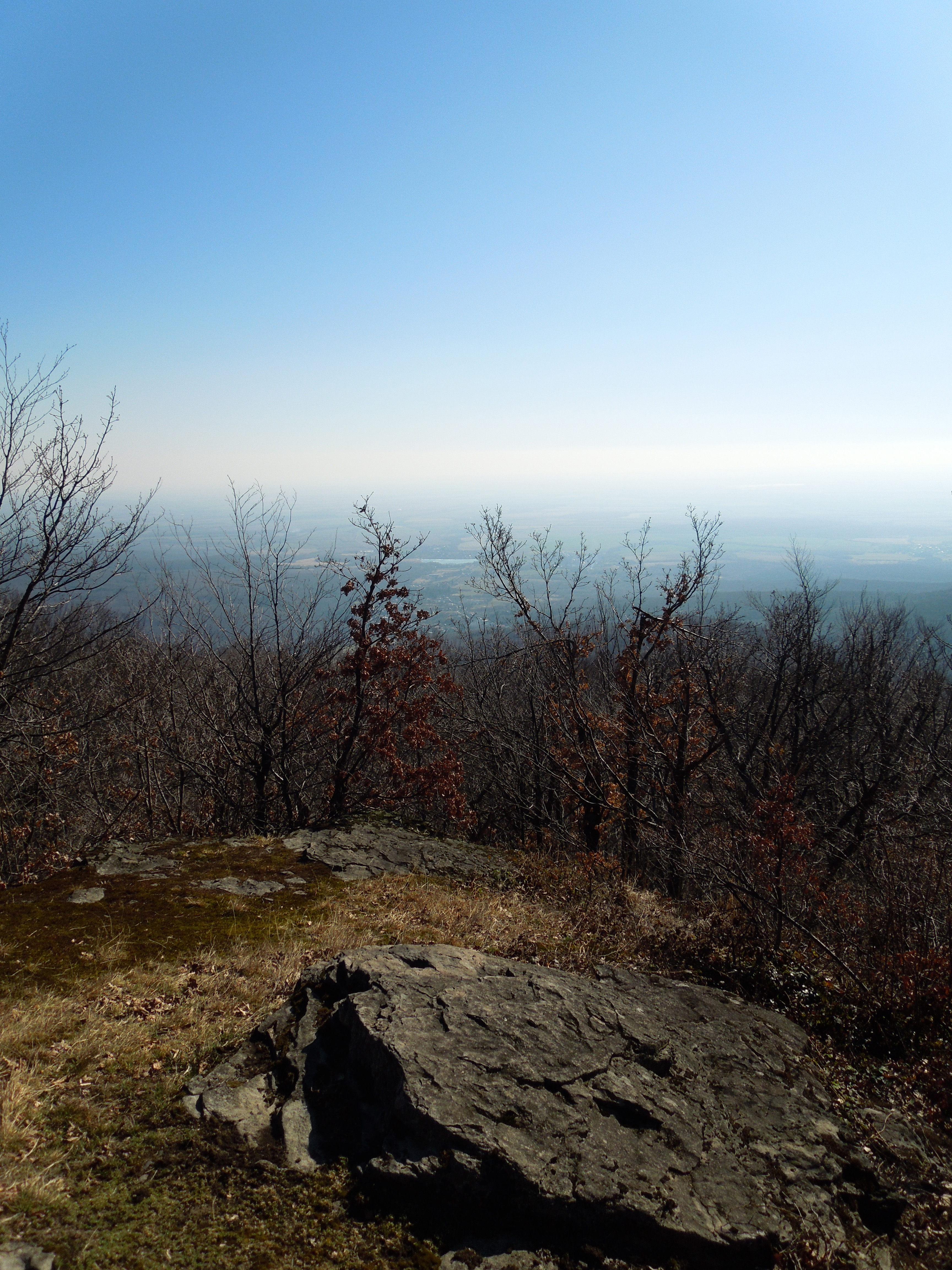
Výhled z vrcholu Lysáku
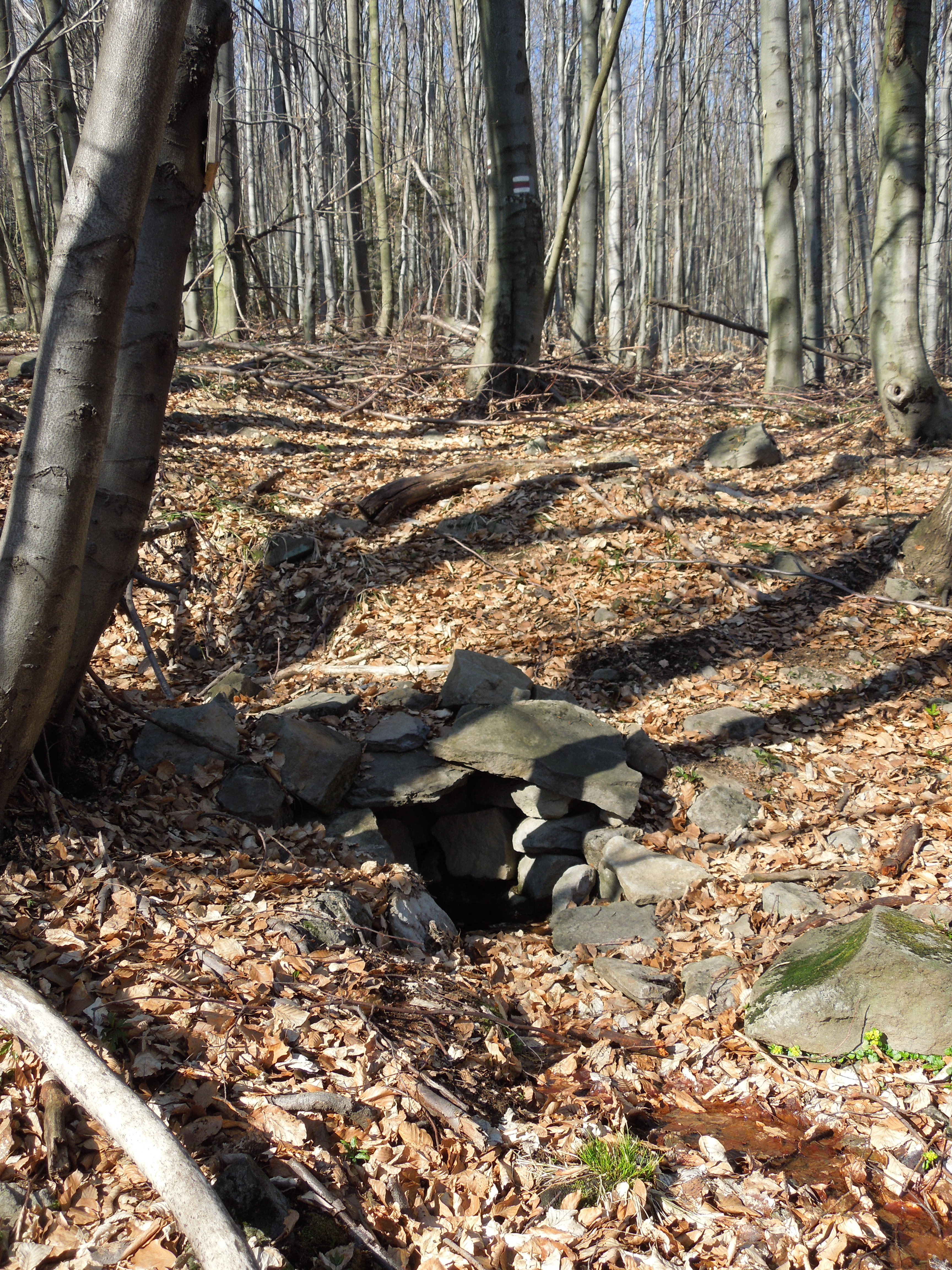
Studánka pod Lysákem na turistickém chodníku od Remetských Hámrů